# Charles Journet
Charles Journet (Ginevra, 26 gennaio 1891 – Friburgo, 15 aprile 1975) è stato un cardinale e teologo svizzero.

## Biografia
Nacque a Ginevra il 26 gennaio 1891; fu ordinato sacerdote nel 1917, dopodiché svolse gli incarichi di vicario parrocchiale e in seguito professore di Teologia dogmatica in seminario.
Nel 1926 fondò la rivista cattolica Nova et Vetera, insieme a François Charrière.
Il 13 agosto 1946 Journet fu elevato al rango di Prelato d'onore di Sua Santità da papa Pio XII.
Il 25 gennaio 1965 papa Paolo VI annunciò la sua nomina a cardinale. Il 15 febbraio 1965 Journet fu nominato arcivescovo titolare di Forno Minore. Ricevette la consacrazione episcopale il 20 febbraio dal vescovo François Charrière, con i vescovi Franz von Streng e Louis-Sevérin Haller come co-consacranti.
Nel concistoro due giorni dopo, il 22 febbraio, fu uno dei tre teologi europei elevati al collegio cardinalizio da Paolo VI, che lo nominò cardinale diacono di Santa Maria in Campitelli.
Papa Paolo VI lo elevò alla dignità di cardinale nel concistoro del 22 febbraio 1965, pochi mesi prima della fine del Concilio Vaticano II. Il Papa stesso chiese due dei discorsi da lui tenuti nell'ultima sessione: sulla indissolubilità del Matrimonio cristiano e sulla libertà religiosa.
Amico di Jacques Maritain, insieme a quest'ultimo fu protagonista della redazione del Credo del Popolo di Dio. Nelle sue lettere a Maritain, dichiarò che, durante il concilio, il Papa teneva sulla scrivania i due tomi del suo (voluminoso) trattato dal titolo L'Église du Verbe incarné., che, unitamente ad altri scritti, offrì «la sintesi di base,
quella a partire dalla quale Paolo VI potrà integrare mediante tutti gli altri apporti».
Nel 1969, Montini, in visita a Ginevra, lo definì come «da tanti anni un maestro e un amico».
Fu protodiacono dal 10 agosto 1971 fino a quando decise di diventare cardinale presbitero il 5 marzo 1973.
Fu il mentore del cardinale svizzero Georges Cottier.
Morì il 15 aprile 1975 all'età di 84 anni ed è sepolto nella certosa della Valsainte.

## Genealogia episcopale e successione apostolica
La genealogia episcopale è:
- Cardinale Scipione Rebiba
- Cardinale Giulio Antonio Santori
- Cardinale Girolamo Bernerio, O.P.
- Arcivescovo Galeazzo Sanvitale
- Cardinale Ludovico Ludovisi
- Cardinale Luigi Caetani
- Cardinale Ulderico Carpegna
- Cardinale Paluzzo Paluzzi Altieri degli Albertoni
- Papa Benedetto XIII
- Papa Benedetto XIV
- Papa Clemente XIII
- Cardinale Marcantonio Colonna
- Cardinale Giacinto Sigismondo Gerdil, B.
- Cardinale Giulio Maria della Somaglia
- Cardinale Carlo Odescalchi, S.I.
- Cardinale Costantino Patrizi Naro
- Cardinale Serafino Vannutelli
- Cardinale Domenico Serafini, Cong. Subl. O.S.B.
- Cardinale Pietro Fumasoni Biondi
- Arcivescovo Filippo Bernardini
- Vescovo François Charrière
- Cardinale Charles Journet

La successione apostolica è:
- Vescovo Pierre Mamie (1968)